# Spyro (serie)
Spyro the Dragon er en videospilserie med spilfiguren Spyro som hovedperson. Den blev originalt udgivet til Sony PlayStation. Det første spil blev en stor succes, og mange efterfølgere og spin-off-spil og én enkelt film blev senere udgivet.

## Konsolspil

### Spyro: the Dragon
Spyro the Dragon er det første Spyro-spil, og blev udgivet i Europa i oktober, 1998, til PlayStation, og blev udviklet af Insomniac.
Det er et platformspil der lod spilleren få kontrol over Spyro: En lille, lilla drage med en mission om at befrie de andre drager fra krystal-fængsler spredt ud over deres verden. Hver bane var tilgængelig gennem portaler, der var adgang til fra den aktuelle 'hjemmeverden'. Spillet kulminerer med en kamp mellem Spyro og Gnasty Gnorc, den sidste boss ud af seks og skurken i det første spil. Selvom der var andre boss-baner, der bevogtede hver verden, var disse dog frivillige og ikke nødvendige for at fortsætte i spillet. Spyros evner bestod af at svæve, stange, spy ild, og selvfølgelig hoppe, hvilket virkede godt med PlayStation-controlleren.
Efter spillets sidste boss, Gnasty Gnorc, er klaret har man mulighed for at fortsætte og så kan man snakke med den sidste drage Magnus. Han siger, at man skal få de hundrede procent man skal have for at åbne Gnastys skatte-rum, og få de sidste ting man mangler for at vinde.
Spillet solgte godt, og de fleste kritikere gav spillet gode kommentarer. Der blev specielt lagt mærke til musikken i spillet, der blev indspillet af Stewart Copeland.

### Spyro 2: Gateway to Glimmer
Spyro 2: Gateway to Glimmer (også kendt som Spyro 2: Ripto's Rage! i USA og Spyro x Sparx: Tondemo Tours i Japan), er efterfølgeren til det første spil, Spyro the Dragon. Det blev udgivet i efteråret 1999 som det andet spil i serien, og blev udviklet af Insomniac.
I spillet ender Spyro og Sparx, i et forsøg på at rejse på ferie i Dragon Shores, med ved et uheld at ende i en anden verden kendt som Avalar, som den ondskabsfulde troldmand og skurk, Ripto, forsøger at overtage magten i.
Spyro møder et antal nye venner, i form af en professor kaldet The Professor, en gepard ved navn Hunter, en faunus der hedder Elora, feen Zoe og pengejageren Moneybags. Han møder også tre nye fjender: Ripto, en lavstammet Riptoc, udstyret med et magisk scepter, og hans to håndlangere; Crush og Gulp.
Spillet er bygget op ligesom sin forgænger, med baner der opnås adgang til fra hoved verdnerne Summer Forest, Autumn Plains, Winter Tundra, og til sidst det endelige mål en halv-bane-halv-verden ved navn Dragon Shores. Spillet introducere også nye evner til Spyro, hvilket inkludere at lave et hop efter at svæve, svømme under vandet, klatre op af stiger, og "nikke skaller". Til forskel fra det originale spil, er det dog nu påkrævet at man kæmper mod alle tre bosser, Crush, Gulp, og Ripto, for at fortsætte i spillet.

### Spyro: Year of the Dragon
Spyro: Year of the Dragon blev udgivet i efteråret 2000 som det sidste Spyro-spil udviklet af Insomniac Games.  Spillet er det tredje spil i spyro-serien, og er dermed efterfølgeren til Gateway to Glimmer.
I dette spil fejrer dragerne ankomsten af drageæg, en begivenhed der kun finder sted en gang hvert tolvte år. En mystisk kanin-pige, Bianca, rejser til Spyros verden og stjæler alle æggene. Det er derfor op til Spyro og Hunter, der er de eneste der er små nok til at komme ned i kaninhullet, at følge efter hende til en verden på den anden side – til Forgotten Realms. Her møder Spyro nye venner, hvoraf nogle af dem er spilbare figurer i deres egne mindre baner. Kænguruen Sheila, militær-pingvinen Sgt. James Byrd, den rare yeti Bentley, og den hyperaktive abe Agent 9. Han møder også en helt ny fjende, The Sorceress. Det gælder nu for Spyro og hans venner om at finde ud af, hvorfor The Sorceress stjal æggene, hvad hun vil gøre med dem, og stoppe hende.
Som i de tidligere spil opnås der fra hovedverdnerne adgang til de forskellige baner. Der er fire verdner i alt: Sunrise Spring, Midday Gardens, Evening Lake og Midnight Mountain. Dette tredje spil i Spyro-serien indeholder også baner, hvor man får lov at spille som Sparx, set fra fugleperspektiv. Man skal dog først finde skiltet med et billede af Sparx.
Insomniac Games President, Ted Price, forklarer i et interview om Resistance: Fall of Man, at de stoppede med at lave Spyro-spil fordi hovedpersonen, Spyro, var for begrænset for dem til at de kunne lave flere tilføjelser og evner. Ted gav som eksempel, at "han havde ikke engang hænder, han kunne ikke engang holde en pistol.

### Spyro: Enter the Dragonfly
Spyro: Enter the Dragonfly blev udgivet i efteråret 2002 som efterfølgeren til Year of the Dragon, det er det fjerde spil i Spyro-serien og det første der blev udgivet til PlayStation 2 og GameCube. Det blev udviklet af Equinox Digital Entertainment og Check Six Studios, selvom Spyro teknisk set var ejet af Universal Studios på dette tidspunkt.
Spillet fik blandede kommentarer fra sine kritikere, hvilket skyldtes en række fejl, manglende historie og originalitet, samt lange loadingtider.
Historien fortsætter lige efter at Sorceress blev bekæmpet i Spyro: Year of the Dragon. Babydragerne gør klar til at modtage deres guldsmed, en begivenhed i alle dragers liv. (Spyro er dog den eneste drage i de tidligere spil, der har en guldsmed.) Det er en stor festlighed, der dog pludselig bliver afbrudt, da Ripto vender tilbage og forsøger at fange alle guldsmedene, hvilket vil gøre dragerne hjælpeløse. Men da han kaster sin besværgelse fejler han dog, og spreder i stedet guldsmedene ud i hele Dragon Realms, og det er derfor op til Spyro at redde dem. Historien er en smule forvirrende, da Ripto døde i Spyro 2: Gateway to Glimmer ved at falde ned i smeltet lava, i slutningen af spillet.
Spillet introducerer nye evner til Spyro, vand, elektricitet, beskyttelse med vingerne.

### Spyro: A Hero's Tail
Spyro: A Hero's Tail blev udgivet i efteråret 2004 som efterfølgeren til Enter The Dragonfly, og er det femte spil i Spyro-serien. og det andet Der blev udgivet til PlayStation 2, Xbox, og GameCube, og blev udviklet af Eurocom Entertainment Software.
Historien fortsætter kort efter Enter The Dragonfly. Den fokuserer på at Red, en tidligere Dragon Elder, kommer til Dragon Realms for at placere Dark Gem – strukturer der skal fylde verden med ond energi. Det er op til Spyro at rejse rundt i Dragon Realms for at ødelægge Dark Gems, og bekæmpe Red og hans hær.
Desuden er dele af historien fokuseret på en ny fjende Ineptune, som er en ond havfrue, samt et møde med en af Spyros gamle fjender, Gnasty Gnorc.

### The Legend of Spyro: A New Beginning
The Legend of Spyro: A New Beginning blev udgivet i efteråret 2006 og er efterfølgeren til A Hero´s Tail, og er det sjette spil i Spyro-serien, og var den tredje titel i serien der blev udgivet til PlayStation 2 og GameCube, og den anden til Xbox. Det blev udviklet af Krome Studios.
Som titlen antyder, er A New Beginning en helt ny historie, hvor Spyro bliver sendt ud på en opgave, hvor han skal fange Guardian-drager, så Dark Master ikke vender tilbage fra sit fængsel. En anden ond hun-drage ved navn Cynder udnytter sine mørke undersåtter til at svække de fire Guardian-dragers kræfter (ild, stød, is, og jord) i et forsøg på at åbne for Dark Masters fængsel, og bringe rædsel i hele verden.
Stemmerne inkluderer Elijah Wood som Spyro, David Spade som Sparx og Gary Oldman som Ignitus.
Selvom spillet først blev reklameret med som den historiemæssige forgænger til det første Spyro-spil, er spillet i virkeligheden en helt ny historie der intet har med nogle af de forrige spil i serien at gøre.

### The Legend of Spyro: The Eternal Night
The Legend of Spyro: The Eternal Night, udgivet i oktober 2007 og er efterfølgeren til A New Beginning, det er det syvende spil i Spyro-serien og er det fjerde spil der blev udgivet til PlayStation 2, Wii, Nintendo DS og Game Boy Advance og blev udviklet af Krome Studios.
Historien har som resten af spillene mange onde fjender, hvoraf blandt andet kan nævnes Gaul, som er spillets sidste boss.
Spillet blev ikke taget så godt imod, som det første i The Legend of Spyro-serien, på grund af sværhedsgraden lå ALT for højt.

### The Legend of Spyro: Dawn of the Dragon
The Legend of Spyro: Dawn of the Dragon blev udgivet i efteråret 2008 som efterfølgeren til The Eternal Night, og er den tredje og sidste del af The Legend of Spyro-trilogien. Den er det ottende spil i Spyro-serien og var den femte titel der blev udgivet til PlayStation 2 og den anden til Wii, Nintendo DS og Game Boy Advance, og blev udviklet af Krome Studios. Spillet blev også udgivet til Playstation 3 og Xbox 360 for første gang.
I dette spil starter man med en boss, og man spiller både delvis som Spyro og Cynder. Det kan også spilles af to, hvor den ene person styrer Spyro og den anden Cynder.
Spillet blev desuden oversat 100% til dansk, og er det første Spyro-spil på dansk. Der høres bl.a. danske stemmer fra Mathias Klenske, Peter Zhelder og Stig Hoffmeyer.
Spillet introducerer nye evner/elementer til Spyro, ild (i en længere længde end Spyro the Dragon og efterfølgerne), elektricitet (i en længere længde end Spyro Enter the Dragonfly og efterfølgeren), jord og is.

## Baggrund

### Spyro The Dragon-Serien
Det hele startede med, at to små æg var blandt dragerne. På den måde blev Spyro the Dragon ven med Sparx the Dragonfly, da de blev udklækket samtidig under stor overvågning. Der gik mange år hvor de lærte forkellige ting, fx lærte Spyro på sin etårs fødselsdag at spy ild. Men på sin elleveårs fødselsdag sker der noget som splitter de fem drage-familier, da ond magi bryder løs, og sådan begynder Spyros første eventyr.

### The Legend of Spyro-serien
Det hele startede med et æg der lå i en hytte og en Dragon Elder kommer og ser til det. Pludselig kommer en anden Elder Dragon og advarer denne såkaldte Ignitus om at de onde aber kommer. Ignitus tager det lille lilla æg med sig, brænder en dør og flyver ned til søen. Han lægger det lille æg i søen og flyver tilbage. Det lille lilla æg flyder på søen over til en lille guldsmedefamilie. De tager ægget til sig og udklækker en lille lilla drage som de navngiver Spyro, men samtidig med at de udklækker ham, er en lille guldsmede-unge kommet til verden, de navngiver ham Sparx. Fordi det var Dragens år blev Spyro altså født i Dragens år (The Year of the Dragon). I lang tid tror Spyro at han er en guldsmed indtil en dag hvor han får at vide at han er en drage. The Legend of Spyro starter med at Spyro og Sparx leger gemmeleg, indtil det onde bryder løs i verden.

## Spil til håndholdte- og andre systemer

### Game Boy Advance
- Spyro: Season of Ice (kendt som Spyro Advance i Japan)

- Spyro 2: Season of Flame

- Spyro: Adventure (kendt som Spyro: Attack of the Rhynocs i USA)

- Spyro: Fusion (kendt som Spyro Orange: The Cortex Conspiracy i USA og Spyro Advance: Waku Waku Tomodachi Daisakusen! i Japan)

- The Legend of Spyro: A New Beginning

- The Legend of Spyro: The Eternal Night

### Nintendo DS
- Spyro: Shadow Legacy

- The Legend of Spyro: A New Beginning

- The Legend of Spyro: The Eternal Night

### Mobiltelefon
- Spyro

- Spyro: Ripto Quest

- Spyro the Dragon (Ikke spillet af samme titel til PS1. Bortset fra navnet, er det i samme stil som Shadow Legacy.)

- Legend of Spyro (Dette er mobiltelefon-versionen af The Legend of Spyro: A New Beginning.)

## Ekstern henvisning
- Insomniac Games officiel Spyro side Arkiveret 13. november 2006 hos  Wayback Machine
- Vivendi Universal officiel Spyro side

| computerspil | Spire Denne computerspilsrelaterede artikel er en spire som bør udbygges. Du er velkommen til at hjælpe Wikipedia ved at udvide den. |